# Бондаренко, Валерий Георгиевич
Вале́рий Гео́ргиевич Бондаре́нко (22 апреля 1953, Выру, Эстонская ССР, СССР) — советский и эстонский тренер клуба «Нарва-Транс».

## Карьера
В качестве игрока выступал за команды «Норма» и «Электроника» (Таллин). Свою тренерскую карьеру начал ещё в советское время. Под руководством Бондаренко команда «Норма» стала первым чемпионом Эстонии. В дальнейшем, специалист неоднократно работал с клубом «Нарва-Транс» и входил в тренерский штаб сборной Эстонии. В России Бондаренко возглавлял клуб «Локомотив-НН». Помимо этого, тренер руководил клубами из Финляндии и Швеции.
В 2013 году Валерий Бондаренко в пятый раз за свою карьеру возглавил клуб «Нарва-Транс». Однако через год он покинул свой пост. Летом этого же года возглавил другой эстонский футбольный клуб «Тарвас», который в 2015 году вывел в высшую лигу Эстонии. В июне 2016 года был отстранен от должности, так как команда за первую половину сезона набрала всего один балл. В сентябре этого же года стал тренером нового эстонского клуба «Пыхья-Таллинн», под его руководством будет тренироваться молодежь в возрасте 10-11 лет.
В январе 2019 года Бондаренко вернулся в «Нарву-Транс», где он занял должность руководителя по работе с молодежью. В апреле опытный специалист временно возглавил команду. Таким образом, он в шестой раз вернулся на тренерский мостик клуба. В декабре 2021 года после ухода российского тренера Игоря Пывина руководил нарвской командой в заключительном матче сезона против «Легиона» (2:0).
В начале 2025 года стало известно, что Бондаренко покинул клуб после окончания срока контракта.

## Достижения
- Чемпион Эстонии (2): 1992, 1992/1993
- Серебряный призёр Чемпионата Эстонии (3): 1993/1994, 2002, 2006
- Бронзовый призёр Чемпионата Эстонии (4): 2001, 2003, 2005, 2008
- Обладатель Кубка Эстонии (2): 1993/94, 2018/19.
- Обладатель Суперкубка Эстонии (2): 2007, 2008